# Tipula (Savtshenkia) confusa
Tipula (Savtshenkia) confusa is een tweevleugelige uit de familie langpootmuggen (Tipulidae). De soort komt voor in het Palearctisch gebied.

## Kenmerken
De middelgrote langpootmuggen hebben een lichaamslengte van 11–15 mm. De spanwijdte bedraagt 10-16 mm. De langpootmuggen hebben in rust meestal hun vleugels gevouwen. De vleugels hebben gemarmerde donkere en bleke vlekken.

## Levenswijze
De soort is een van de langpootmuggen die laat in het jaar vliegt. Hun vliegperiode duurt van september tot november. Sparren- en beukenbossen en tuinen vormen typische habitats voor de soort. De larven ontwikkelen zich in bladmossen.

## Verspreiding
Tipula confusa komt voor in West-Europa en komt vrij vaak voor. Het verspreidingsgebied strekt zich uit van het Iberisch schiereiland over Centraal-Europa tot Scandinavië. De soort is ook bekend van de Britse eilanden en IJsland.